# Noironte
Noironte je francouzská obec v departementu Doubs v regionu Burgundsko-Franche-Comté. Žije zde 401 obyvatel.

## Geografie
Obec Noironte se nachází v regionu Burgundsko-Franche-Comté, v severozápadním výběžku departementu Doubs. Nejbližšími velkými městy jsou Besançon, prefektura departementu, která se nachází 12 km vzdušnou čarou na východ a Dijon, prefektura regionu, která se nachází 63 km na západ. Paříž, hlavní město, je 315 km na severozápad.

### Sousední obce
| Růžice kompasu | Chevigney-sur-l'Ognon | Émagny   | Chaucenne                         | Růžice kompasu |
| Růžice kompasu | Recologne             | Sever    | Pouilley-les-Vignes               | Růžice kompasu |
| Růžice kompasu | Recologne             | Noironte | Pouilley-les-Vignes               | Růžice kompasu |
| Růžice kompasu | Recologne             | Jih      | Pouilley-les-Vignes               | Růžice kompasu |
| Růžice kompasu | Placey                | Audeux   | Champvans-les-Moulins, Champagney | Růžice kompasu |

## Vývoj počtu obyvatel
Počet obyvatel

## Politika
Městská rada se skládá z 11 radních.

## Pamětihodnosti
- Hrad Noironte (Château de Noironte)
- Kostel svatého Martina (Église Saint-Martin)

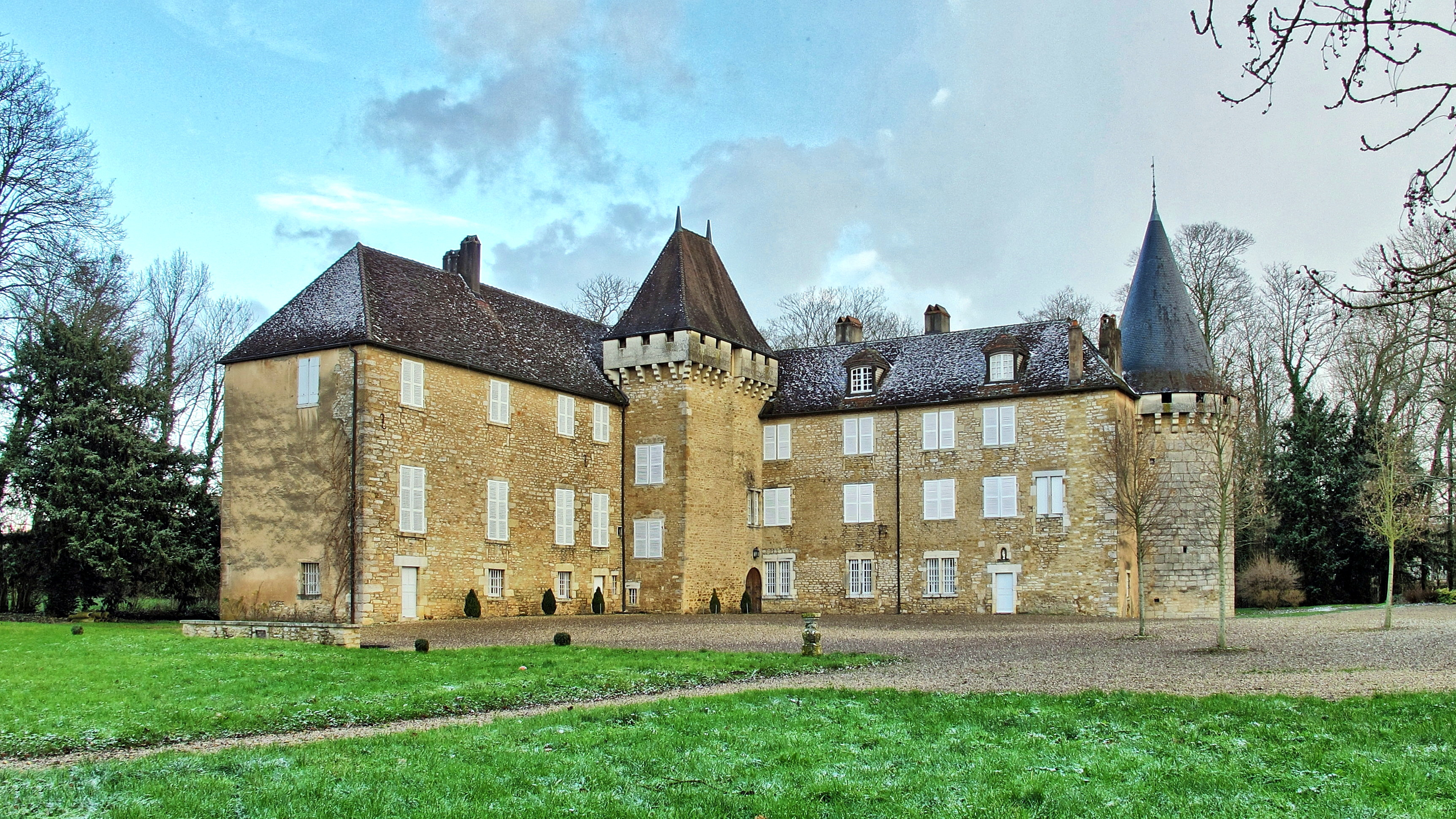
Hrad Noironte
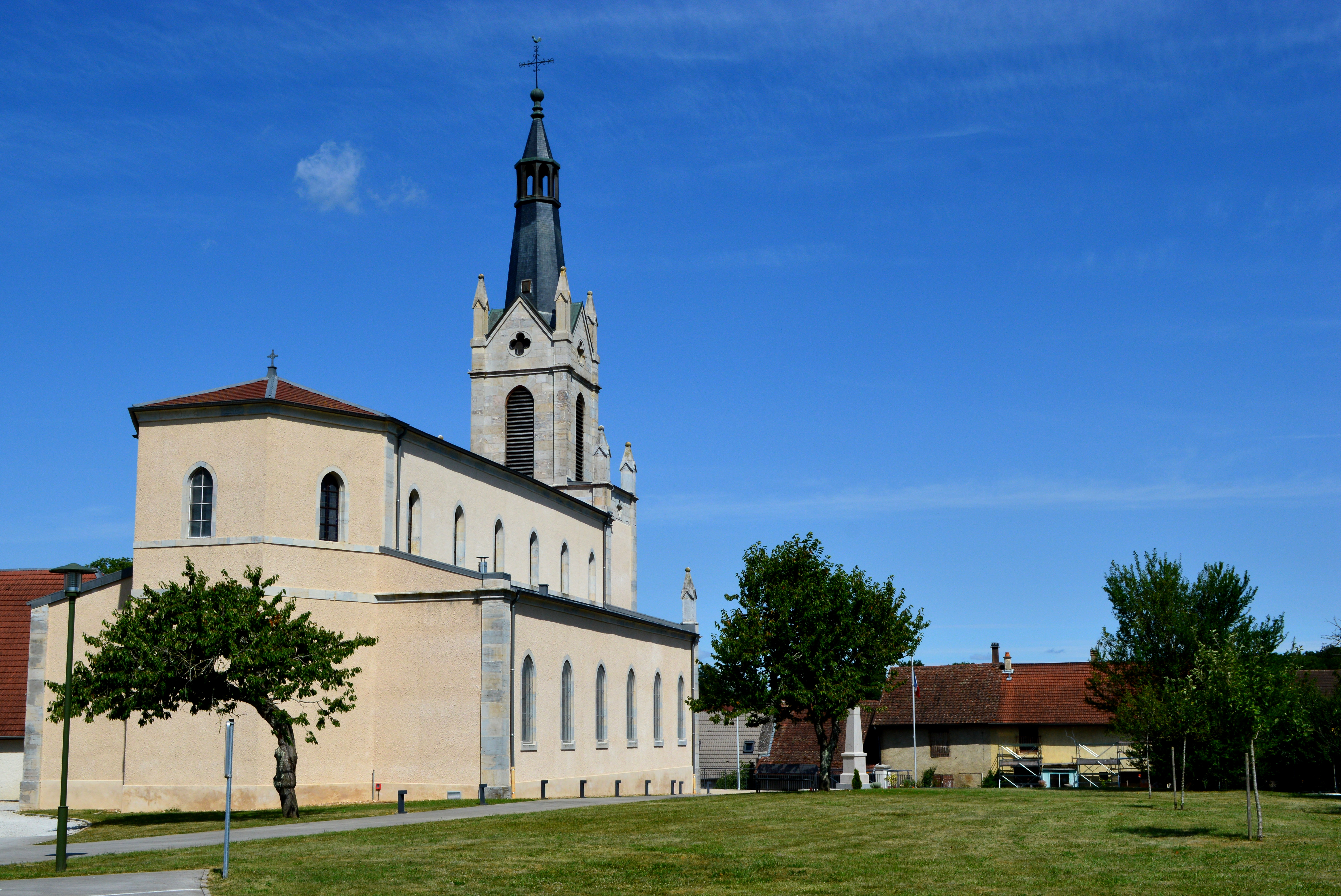
Kostel sv. Martina